# Bisnap Strand
Bisnap Strand  er en badestrand og et sommerhusområde i Hals Sogn ved Aalborg Bugt og feriebyen Hals. Stranden er omkring 25 m bred og strækker sig til Koldkær Strand i nord og til Hals Barre i syd. Badestranden, der har det blå flag, har laguner og små øer. Stranden er relativt lavvande og med mange revler og bølgerne er sjældent store. Det lave relativt stillestående vande giver en højere vandtemperatur. Alt sammen giver det stranden et renommé som meget børnevenlig. 
Til tider er badevandet dog præget af meget stærke strømforhold, hvorfor badegæster frarådes at gå for langt ud.